# TT111
La tombe thébaine TT 111 est située à Cheikh Abd el-Gournah, dans la nécropole thébaine, sur la rive ouest du Nil, face à Louxor en Égypte.
C'est la sépulture d'Amonouahsou, scribe de l'écriture divine de la succession d'Amon sous le règne de Ramsès II (XIXe dynastie). La tombe aurait été usurpée par un nommé Pa-tekhy à la fin de la période ramesside.
Amonouahsou est un fils de Simout, chef des dessinateurs et de Ouiay ; l'épouse d'Amonouhasou qui s'appelle Iouy est une chanteuse de la déesse Bastet.
Amonouahsou porte des titres qui apparaissent dans sa tombe : chef du temple d'Amon, prêtre-ouâb de Sekhmet, purificateur de la table d'offrande, responsable du festival de tous les dieux dans leurs fêtes annuelles, guide de la barque divine durant les cérémonies d'ouverture de la bouche.

## Description
Le tombeau présente un hall avec des inscriptions sur le plafond où Amonouahsou est mentionné plusieurs fois. Les scènes dans la salle représentent Amonouahsou et sa famille. D'un côté, une scène avec Amonouhasou et ses parents Simout et Ouiay. Amonouahsou est accompagné de son épouse et ses enfants. Sa femme, Iouy est une dame de la maison et chanteuse de Bastet. Leurs enfants, ses fils Ipou et Dédia, ainsi que plusieurs filles sont représentés, mais un seul nom subsiste : celui de la dame Merysekhmet. Un petit-fils nommé Khaemopet apparaît également dans la tombe.